# Стефан Николов Стамболов
Стефан Николов Стамболов (болг. Стефан Николов Стамболов; *12 лютого 1854, Велико-Тирново — †18 червня 1895, Софія) — болгарський революціонер, політичний і громадський діяч, поет, письменник. Прем'єр-міністр Болгарії (1887—1894).

## Біографія
Народився Стефан Стамболов 12 лютого 1854 року у Велико-Тирново. Після навчання у приватній болгарської школі вирушив до Російської імперії, де вступив до Одеської духовної семінарії. За деякий час він, захопившись революційними ідеями, покинув навчання, повернувся на батьківщину і став членом Болгарського революційного центрального таємного комітету (БРЦТК), а незабаром — і одним з його керівників.
Прийшовши до влади після контрперевороту, Стамболов встановив жорстку диктатуру. Опозиція була розділена на два типи: легальна і нелегальна. Першу склали в основному представники еліти консервативної та ліберальної партій: Константин Стоїлов, Петко Каравелов, Драґан Цанков, Тодор Бурмов, Васил Радославов.
1894 року Фердинанд I під загрозою нового перевороту відправив уряд Стамболова у відставку. Новим прем'єром став Константин Стоїлов, один з ініціаторів відставки, попередник Стамболова.
1895 року Стефан Стамболов був убитий на вулиці в самому центрі Софії.